# Chaiki

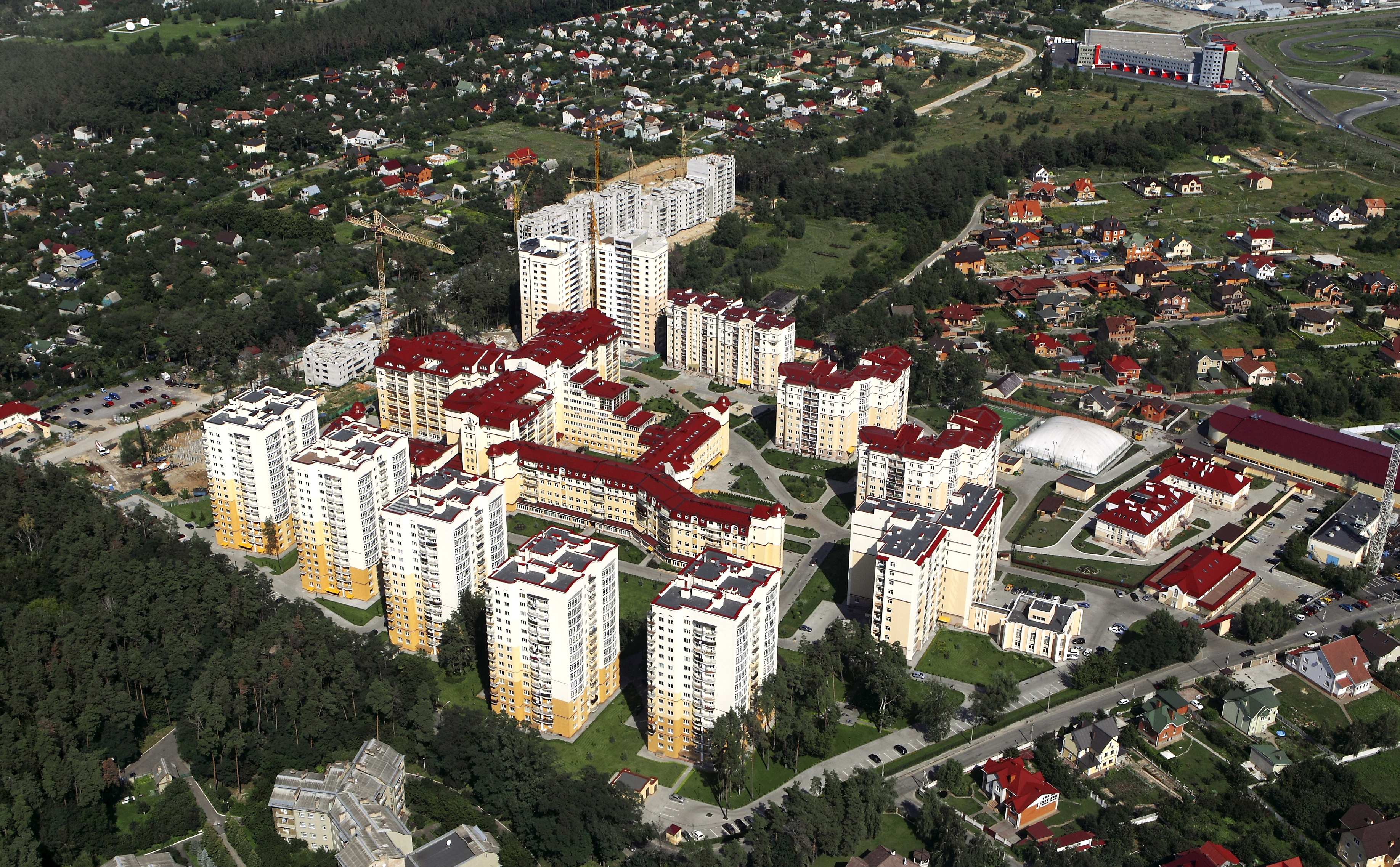
Vista aérea de Chaiki.

Chaiki (em ucraniano Чайки; em russo Чайки Tschaiki) é uma vila no centro do oblast ucraniano de Kiev com mais de 15.000 habitantes (2020).
Essa vila no subúrbio de Kiev forma junto com as aldeias Sofiivska Borschtschahiwka e Petropavliwska Borschtschahiwka a comunidade rural Borschtschahiwka (Борщагівська територіальна громада Borschtschahiwska terytorialna hromada) no sudeste da Raion Bucha.
O assentamento está situado a uma altitude de 135 m, 8 km a noroeste do centro municipal de Sofiyivska Borshchahivka, 19 km ao sul do centro do distrito de Bucha e 19 km a oeste do centro de Kiev.
Devido à construção de um complexo residencial, a população da aldeia aumentou significativamente nos últimos anos e prevê-se um novo aumento acentuado da população. A construção de outro complexo residencial projetado para 25.000 pessoas deve ser concluída até 2025.
Perto da vila fica o complexo esportivo Chaika (спорткомплекс «Чайка») no qual há uma pista de kart, um estádio esportivo e o aeródromo de Chaika, onde pára-quedistas e pilotos são treinados. A estrada nacional M 06/E 40 percorre dois quilômetros ao norte da aldeia.